# Dramaten
El Dramaten  o Kungliga Dramatiska Teatern, d'Estocolm, és el teatre més important de Suècia. Va ser fundat l'any 1788.
Des de 1908, el teatre té la seva actual localització en un edifici d'estil art nouveau en el Nybroplan, del centre d'Estocolm, al capdavant del mar. Abans de 1908 no se li denominava amb el terme Dramaten, que avui està fins i tot en el seu logo, per la qual cosa estrictament deu restringir-se als segles XX i XXI. Va ser construït per l'arquitecte Fredrik Lilljekvist, i decorat, entre d'altres, pels artistes, Carl Milles i Carl Larsson.
Unes mil representacions anuals es desenvolupen als vuit espais que componen en l'actualitat el Dramaten.
L'escola d'aquest Teatre Dramàtic Reial —l'anomenada Dramatens elevskola—, ha donat nombrosos actors i directors, com Gustaf Molander (que va ensenyar en ella), Alf Sjöberg, Greta Garbo, Vera Schmiterlöw, Signe Hasso, Ingrid Bergman, Gunnar Björnstrand, Max von Sydow i Bibi Andersson.
L'any 1967, aquesta escola es va convertir en una institució independent, l'Acadèmia Nacional Sueca per a actors.

## Història

### El Teatre Dramàtic Reial
El primer teatre suec es va construir a Bollhuset i Lejonkulan l'any 1667, però emprava companyies estrangeres. Era un teatre de cort, i només de vegades s'obria al públic. La primera peça sueca, Den Svenska Sprätthöken, es va representar gairebé un segle després, l'any 1737, per una companyia teatral del país.
L'any 1773, el rei Gustav III va impulsar als talents suecs, i va fundar la Reial Òpera Sueca a Bollhuset. Al mateix edifici va crear, l'any 1787, un teatre per a drama parlat, però només va durar un any; el director va fugir dels seus creditors. Un espai nacional d'art dramàtic va ser impulsat per la monarquia el 1788. Era el Teatre Reial (Kungliga Teatern) les funcions del qual es dividien realment en el teatre cantat i el teatre parlat (Dramatiska); l'any 1798 es va reforçar la unió.
El 1825, el vell immoble teatral va patir un incendi; i es va passar a actuar durant quaranta anys en el mateix lloc que l'òpera. Va haver-hi grans protestes salarials dels actors, des de 1834. El monopoli teatral va fer fallida l'any 1842, i es va fundar un Nou Teatre a Estocolm.
El 1863, el Teatre Dramàtic Reial va comprar el local d'un antic teatre, el Mindre teatern, i es van traslladar a aquest lloc, on van romandre fins a 1907. Van representar els grans drames del segle xix, peces de Henrik Ibsen i Anton Txékhov, però també les més recents de August Strindberg, com a Camí cap a Damasc (amb Harriet Bosse en el paper protagonista).

### El Dramaten
Des de començaments del segle XX s'assenyalava sovint que les noves obres escandinaves, de gran altura i èxit, estaven sent representades en un lloc vell i decaient. Així que va haver-hi diversos projectes de restauració, fins que el rei Oscar II de Suècia va decidir construir un nou edifici. Ho va fer al costat del mar, en el Nybroplan, en ple centre d'Estocolm: allí es va aixecar una gran edificació, estil Art Nouveau, el Dramaten; va ser construït per l'arquitecte Fredrik Lilljekvist, i decorat, ens altres, per dos artistes de prestigi, Carl Milles i Carl Larsson. Aquest és el mateix lloc en el qual el Dramaten segueix en el present.
Aquí escriptors llegendaris, com els germans Olof Molander i Gustaf Molander, Alf Sjöberg o Ingmar Bergman van donar forma i rigor al teatre suec, i van aconseguir amb el seu esforç que Suècia tingués pes en la història teatral del segle xx.
En els anys quaranta, especialment, l'abans actor Sjöberg va començar a dirigir en el Dramaten, i va centrar-hi la seva tasca fins a realitzar 138 muntatges d'obres tant clàssiques (Shakespeare, Molière, Ibsen, Strindberg) com més modernes (O'Neill, Brecht, García Lorca i A. Miller). Per la seva excel·lent posada en escena de Eugene O'Neill, l'escriptor nord-americà va concedir al Dramaten el privilegi d'estrenar allí Llarg viatge cap a la nit. Avui el Dramaten d'Estocolm atorga el Premi O’Neill, en record d'aquest vincle.
En els anys seixanta, a més, el propi Alf Sjöberg va donar entrada a Bertolt Brecht en el Dramaten (i en el teatre suec), efecte de la visita que Sjöberg va fer al Berliner Ensemble de Berlín uns anys abans (i que va passar desapercebut).
Per la seva banda, Ingmar Bergman, cineasta que va dirigir teatre des de la seva joventut en províncies, va treballar finalment al Dramaten, durant decennis, i va incorporar a Bertolt Brecht, Witold Gombrowicz o Peter Weiss en els seus repertoris. A més, Bergman va fer un canvi radical en aquesta institució, quan va ser director general del gran teatre d'Estocolm entre 1963 i 1966 (Sjöberg va ser recolzat per ell). En poc temps, va marcar una època al Dramaten: va reorganitzar el treball intern, va augmentar els salaris dels actors, va obrir els assajos al públic, va animar les gires a província, va impulsar el teatre infantil i va atreure als joves rebaixant els preus de les entrades. Per afegiment, Bergman va utilitzar el seu doble prestigi per, amb suport del Parlament, aconseguir que la cultura sueca repercutís al món a través de les gires europees (que han inclòs a Espanya).
El seu gran amic, l'actor i escriptor Erland Josephson, li va prendre el relleu en el control del Dramaten, i va prosseguir amb brillantor el seu impuls entre 1966 i 1975. Diverses dones ho han dirigit posteriorment, i des del 2015 la direcció està a càrrec d'Eirik Stubø.

## Els vuit espais del Dramaten
- Stora scenen, sala principal, des de 1908 (720 seients)
- Lilla scenen, el segon espai, des de 1945; renovat l'any 2000 (340 seients)
- Målarsalen, un estudi teatral, des de 1971 (160 seients)
- Tornrummet, l'espai íntim; usat per a l'Escola teatral (60 seients)
- Lejonkulan, per als joves dramaturgs
- Stora Elverket, per a obres contemporànies i escriptors nous
- Lilla Elverket, el més reduït.

## Directors
Del Dramaten:
- (des de 2009) - Marie-Louise Ekman
- (2002-2008) - Staffan Valdemar Holm
- (1997-2002) - Ingrid Dahlberg
- (1986-1997) - Lars Löfgren
- (1985-1985) - Ingvar Kjellson
- (1981-1985) - Lasse Pöysti
- (1975-1981) - Jan-Olof Strandberg
- (1966-1975) - Erland Josephson
- (1963-1966) - Ingmar Bergman
- (1951-1963) - Karl Ragnar Gierow
- (1948-1961) - Ragnar Josephson
- (1938-1948) - Pauline Brunius
- (1934-1938) - Olof Molander
- (1928-1934) - Erik Wettergren
- (1922-1928) - Tore Svennberg
- (1910-1922) - Tor Hedberg
- (1908-1910) - Knut Michaelson

Del Teatre Dramàtic:
- (1904-1907) - Gustaf Fredriksson
- (1898-1904) - Nils Personne
- (1888-1898) - Gustaf Fredriksson
- (1883-1888) - Anders Willman
- (1881-1883) - Henrik Westin
- (1866-1881) - Erik Vilhelm af Edholm
- (1861-1866) - Eugène von Stedingk
- (1860-1860) - Daniel Hwasser
- (1856-1860) - Gunnar Olof Hyltén-Cavallius
- (1852-1856) - Knut Bonde
- (1848-1852) - Svante Gustaf Schyberg
- (1844-1848) - Hugo Adolf Hamilton
- (1840-1844) - Svante Gustaf Schyberg
- (1838-1840) - Karl David Forsberg
- (1838-1844) - Alexis Baeckman
- (1832-1838) - Per Westerstrand
- (1831-1832) - Bernhard von Beskow
- (1827-1831) - Karl Johan Puke
- (1823-1827) - Gustaf Lagerbjelke
- (1818-1823) - Gustav Fredrik Åkerhielm
- (1818-1818) - Óscar I de Suècia
- (1818-1818) - J. P. Törner
- (1812-1818) - Gustav Löwenhielm
- (1810-1812) - Anders Fredrik Skjöldebrand
- (1804-1810) - Abraham Niclas Clewberg-Edelcrantz
- (1798-1804) - J. Hugo Hamilton
- (1792-1798) - Klaes Rålamb
- (1788-1792) - Gustaf Mauritz Armfelt